# カロリナ・ペレンドリトゥ
カロリナ・ペレンドリトゥ（Carolina PelendritouまたはKarolina Pelendritou、1986年8月25日 - ）は、キプロスのリマソール出身の女子競泳選手。ニックネームは「プールの女王」。最初は体操をやっていたが、9歳の時より水泳を始めた。それと同時期に視力が徐々に低下を始め、12歳の頃には視力0.1にまで落ち込んでいた。
2004年にはアテネパラリンピックに出場し、100mの平泳ぎSB13で1:17:32の記録を打ち立てて、カナダのカービィ・コートが2002年に樹立した1:17.12には及ばなかったもののパラリンピック記録を打ち立て金メダルを獲得した。帰国後彼女はキプロスの選手としてオリンピック、パラリンピックを通して初の金メダル受賞者として、キプロスの文部大臣兼文化大臣のペフキオス・ジョルジアデス (Pefkios Georgiades) より表彰を受けた。2008年の北京パラリンピックでは100mの平泳ぎSB12でパラリンピック記録と同時に世界記録となる1:16.82で金メダルを獲得したほか、200m個人メドレーSM12でも銅メダルを獲得している。
他にも2006年の2月25日にはギリシャのテッサロニキで50m平泳ぎの世界記録を打ち立てており、2007年の8月2日にブラジルのサンパウロで200m平泳ぎの世界記録を樹立している。